# Пролетарская (железнодорожная станция)
Пролетарская — промежуточная железнодорожная станция Ростовского региона Северо-Кавказской железной дороги, находящаяся в городе Пролетарске Пролетарского района Ростовской области.
Станция входит в структуру  Ростовского региона Северо-Кавказской железной дороги.

## История и деятельность
Станция Пролетарская расположена на двухпутной электрифицированной переменным током 27,5кВ железнодорожной линии Волгоград-1 — Сальск.
Станция имеет 6 приёмо-отправочных путей, а также имеются подъездные пути к различным предприятиям города Пролетарска. 
На станции Пролетарская расположен железнодорожный вокзал, имеющий два зала ожидания, вестибюль, кассы и иные служебные помещения. Здание железнодорожного вокзала входит в перечень объектов культурного наследия регионального значения.
Для выхода пассажиров к поездам на вторую платформу имеется пешеходный путепровод, который также служит для перехода на другую сторону города.
Через станцию Пролетарская проходят грузовые поезда в направлении Сальск — Куберле и обратно.